# آن هيلم
آن هيلم هي كاتِبة وكاتبة للأطفال وممثلة كندية، ولدت في 12 سبتمبر 1938 في تورونتو في كندا.

## أعمال

### أفلام
- (1962) السيف السحري
- (1962) المتدربون

## وصلات خارجية
- آن هيلم على موقع IMDb (الإنجليزية)
- آن هيلم على موقع ألو سيني (الفرنسية)
- آن هيلم على موقع تيرنر كلاسيك موفيز (الإنجليزية)
- آن هيلم على موقع أول موفي (الإنجليزية)
- آن هيلم على موقع إن إن دي بي (الإنجليزية)
- آن هيلم على موقع قاعدة بيانات الفيلم (الإنجليزية)
- آن هيلم على موقع كينوبويسك (الروسية)